# 楊瑞 (正德進士)
楊瑞（1483年—？年），字惟賢，四川順慶府岳池縣人，明朝政治人物。

## 生平
庚午四川乡试第六十九名举人，正德十二年（1517年）丁丑科會試第三百十六名，廷试三甲二百十三名進士。礼部观政，授行人，封楚藩，不受餽贈。嘉靖二年（1523年），選雲南道監察御史。嘉靖三年（1524年），大禮議爆發，楊瑞參與左順門哭諫，被廷杖。謫隨州判官，卒於家。隆慶初，詔贈少卿。

## 家族
曾祖楊清，祖楊甫昇，父楊鍾和，母周氏。